# Кищенков, Леонид Иванович
Кищенков Леонид Иванович (17 [30] июня 1902 года, Ширяево — 22 июня 1975, Ростов) — советский художник и скульптор.

## Биография
Учился в ВХУТЕМАС-е с 1921 по 1925 годы. Член общества ОСТ (заявление от 8 марта 1926 года). Участвовал в выставках ОСТ-а под псевдонимом ЛИК.
Работы в музеях: Ростовский кремль (музей-заповедник), город Ростов.

## Семья
Отец Кищенков Иван Михайлович (1880—1964) — русский советский поэт и писатель, резчик по дереву.

## Выставки
- 1926 — ВТОРАЯ ВЫСТАВКА МОСКОВСКОГО ОБЩЕСТВА ХУДОЖНИКОВ-СТАНКОВИСТОВ (ОСТ), Москва
- 1927 — 3-я ВЫСТАВКА КАРТИН, РИСУНКОВ, СКУЛЬПТУРЫ МОСКОВСКОГО ОБЩЕСТВА ХУДОЖНИКОВ-СТАНКОВИСТОВ (ОСТ), Москва
- 1928 — 4-я ВЫСТАВКА КАРТИН, РИСУНКОВ И СКУЛЬПТУРЫ ОСТ, Москва